# Sabiá-laranjeira

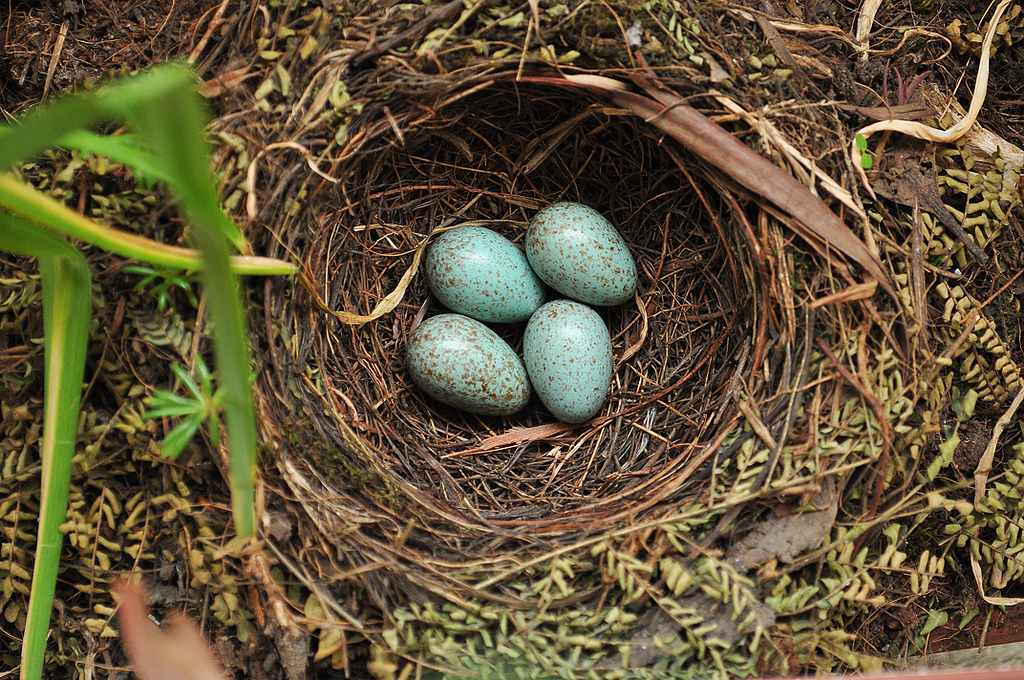
Ninho com ovos

O sabiá-laranjeira (nome científico: Turdus rufiventris) é uma ave comum na América do Sul e o mais conhecido de todos os sabiás, identificado pela cor de ferrugem do ventre e por seu canto melodioso durante o período reprodutivo. É especialmente apreciado no Brasil; segundo Decreto de 3 de outubro de 2002, as comemorações nacionais do Dia da Ave devem se concentrar no sabiá-laranjeira, "símbolo representativo da fauna ornitológica brasileira e considerado popularmente Ave Nacional do Brasil". Já era símbolo do estado de São Paulo desde 1966. É citado por diversos poetas como o pássaro que canta o amor e a primavera e também esteve presente no emblema oficial da Copa das Confederações de 2013, realizada no Brasil.

## Taxonomia e denominação popular
Pertence à ordem Passeriformes e à família Turdidae, que migrou da Europa para a América há cerca de vinte milhões de anos. A denominação científica da espécie é Turdus rufiventris, tendo sido descrito pela primeira vez por Louis Jean Pierre Vieillot em 1818. Foram descritas duas subespécies: Turdus rufiventris rufiventris e Turdus rufiventris juensis.
O nome sabiá vem do tupi sabîá, nome genérico de pássaros da família dos turdídeos. No Brasil tem uma quantidade de denominações populares, entre elas sabiá-cavalo, sabiá-ponga, piranga, ponga, sabiá-coca, sabiá-de-barriga-vermelha, sabiá-gongá, sabiá-laranja, sabiá-piranga, sabiá-poca, sabiá-amarelo, sabiá-vermelho ou sabiá-de-peito-roxo. Em espanhol é conhecido como tordo de vientre rufo, zorzal colorado, zorzal común. No Brasil, o nome "sabiá-laranjeira" foi selecionado como nome vernáculo técnico para a espécie pelo Comitê Brasileiro de Registros Ornitológicos.

## Ocorrência
É nativo da Argentina, Bolívia, Brasil, Paraguai e Uruguai, com uma ampla área de ocorrência que vai do nordeste do Brasil até o sul da Bolívia e norte-leste da Argentina. Não ocorre na Bacia Amazônica. Sua população é considerada estável mas não foi quantificada, e é descrito como uma ave comum. Por isso a Lista Vermelha da União Internacional para a Conservação da Natureza e dos Recursos Naturais a classificou como espécie em condição pouco preocupante.

## Descrição
Este sabiá mede 23 cm de comprimento, tem o bico reto de cor amarelo-oliva, as patas cinzas, o olho negro circundado finamente de amarelo e a penugem do dorso de um tom uniforme marrom-acinzentado. A garganta é esbranquiçada rajada de marrom, o peito é cinza-pardo, que vai mudando para um alaranjado opaco no ventre. Não há dimorfismo sexual significativo, mas as fêmeas tendem a ser maiores que os machos e um pouco mais claras no ventre. A existência de colorações aberrantes, incluindo albinismo, não é rara, mas é pouco citada na literatura. A causa disso não é bem esclarecida, mas pode estar ligada a alterações no seu meio ambiente ou mutações genéticas.
Ocorre também o leucismo as vezes denominado erroneamente de albinismo. O leucismo é a perda parcial ou total de melanina, segundo estudos tem uma frequência inferior a 1%. Ocorre principalmente na plumagem, e no restante do corpo geralmente a pigmentação é normal. Não se sabe como é transmitida geneticamente esta condição. Existem poucos casos de acompanhamento na natureza.

## Ecologia e biologia
Habita originalmente florestas abertas e beiras de campos, mas como é uma espécie bastante adaptável penetrou com sucesso nas áreas de lavoura e cidades, exigindo porém a proximidade de água. É visto com frequência percorrendo o solo, mas nunca longe das árvores. É uma ave territorial mas relativamente tímida, e seu canto melodioso, aflautado e frequente logo denuncia sua presença, podendo ser ouvido a mais de 1 km de distância. Seu canto é longo, podendo durar até dois minutos sem interrupção. A frase principal tem de 10 a 15 notas, mas ele é capaz de imitar as vocalizações de outras aves como o curiango e o joão-de-barro e assimilar trechos em seu próprio canto, em inúmeras variações. Canta principalmente no período reprodutivo, antes do amanhecer e ao anoitecer, para atrair a fêmea e demarcar seu território.

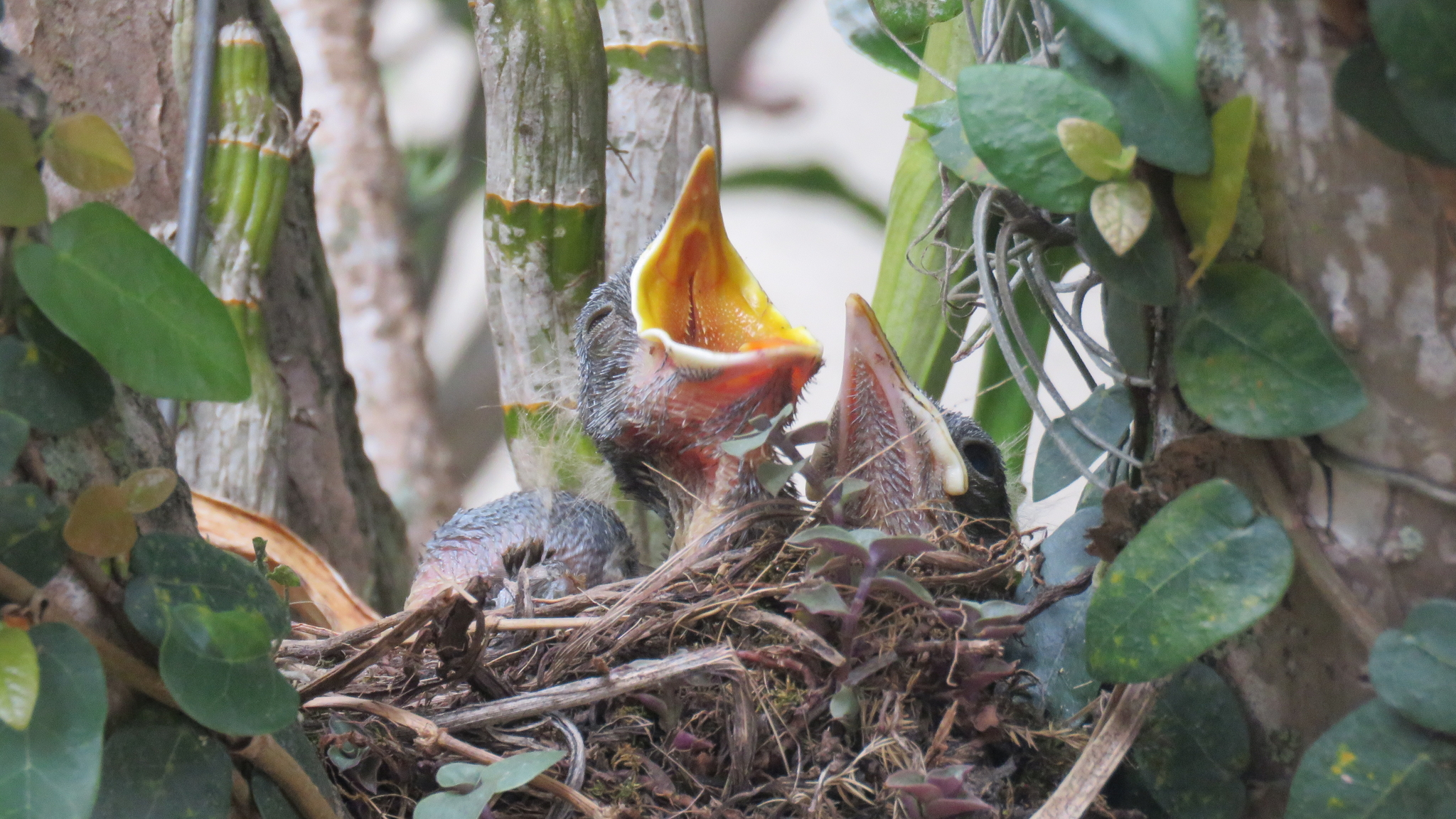
Filhotes em ninho na cidade de São Paulo.

O ninho é feito entre setembro e janeiro em arbustos, árvores de folhagem densa e cachos de banana, empregando fibras e gravetos ligadas por um pouco de lama, num formato de tigela funda. Por dentro são revestidos de materiais mais macios como hastes de flores e capim. Põe de 3 a 4 ovos verde-azulados pintados de sépia, que medem 28 x 21 mm. Os filhotes nascem após treze dias de choco, recebendo atenção de ambos os pais. Em três semanas podem deixar o ninho. Cada fêmea choca três vezes por ano e pode gerar até 6 filhotes por temporada. O sabiá-laranjeira pode viver até dez anos na natureza.

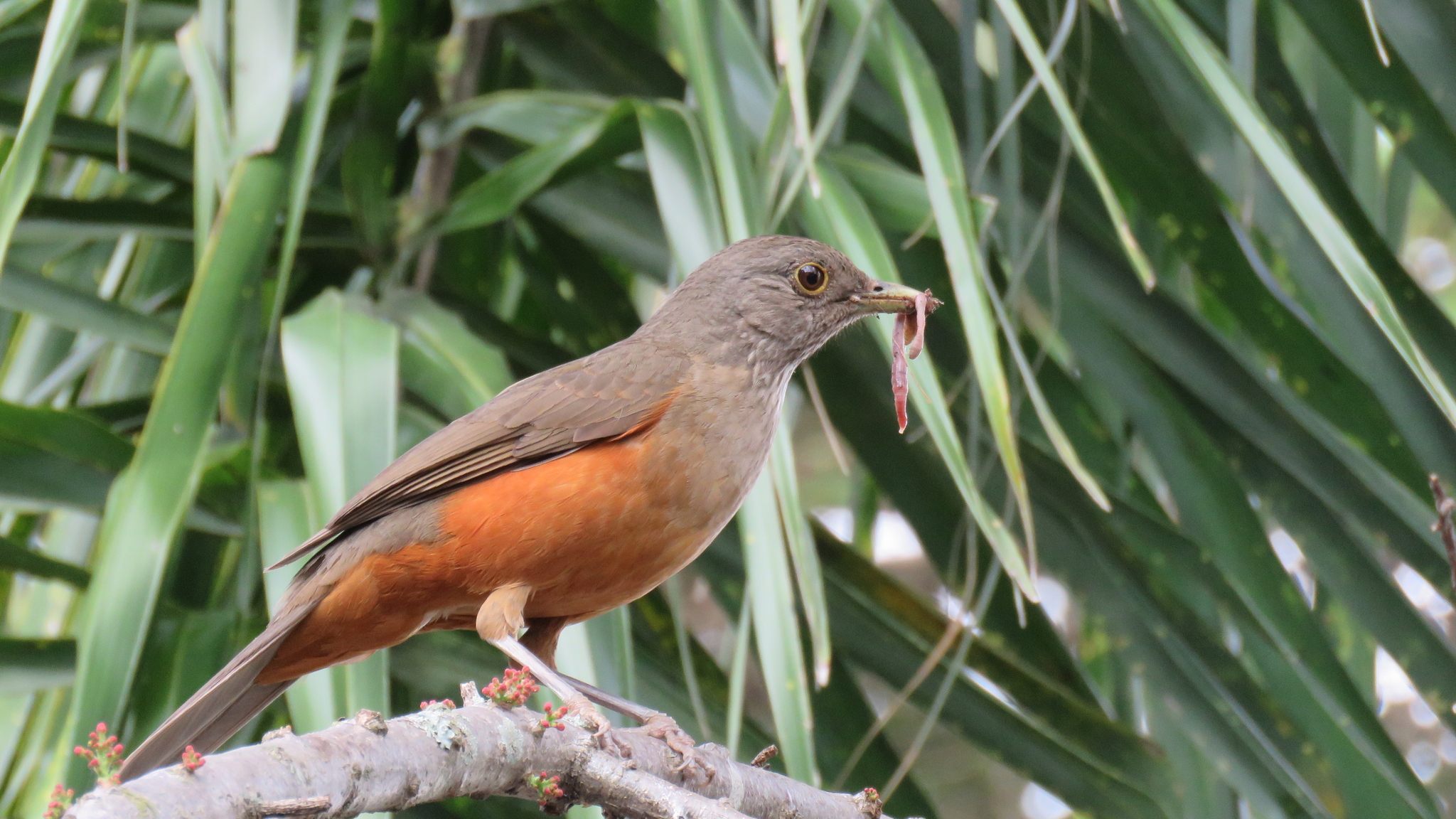
Adulto após caçar uma minhoca

Sua nutrição se compõe basicamente de artrópodes, larvas, minhocas e frutas maduras. Pode se tornar um predador importante de sapos e rãs logo que deixam a fase de girino. É um importante dispersor de sementes das espécies frutíferas que consome, pois ou regurgita as sementes em outros locais ou elas saem em suas fezes fertilizantes e com isso se tornam mais aptas à germinação. Como outras espécies de sua família, pode se reunir em bandos mistos que empregam diferentes estratégias para melhorar suas chances de boa alimentação, o que lhe confere uma vantagem adaptativa para ocupação de áreas degradadas e urbanas.
Não há na literatura especializada muitos registros de inimigos naturais do sabiá-laranjeira, mas já foi observado que o tucano Ramphastos dicolorus preda jovens e até exemplares adultos. Em meio urbano o gato doméstico é um importante  predador. Em algumas regiões está ameaçado pela destruição do habitat e pelo tráfico de animais silvestres.

## Importância cultural

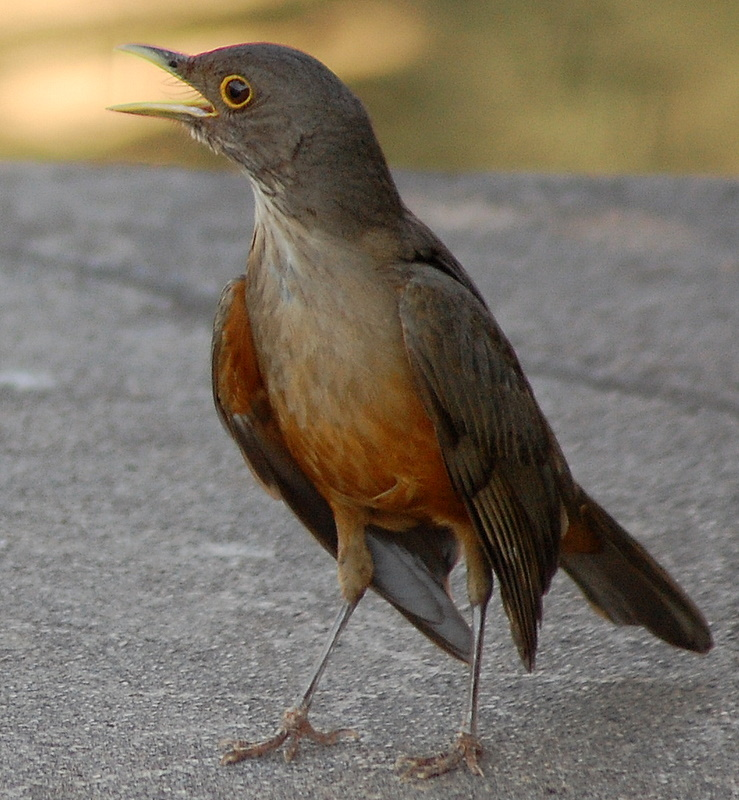
Um sabiá-laranjeira cantando

É uma das aves mais populares do Brasil, sendo uma presença comum em seu folclore e mesmo na cultura erudita, sendo indicado por decreto presidencial de 2002 como centro das comemorações do Dia da Ave. De acordo com o ornitólogo Johan Dalgas Frisch, um dos principais defensores da nomeação, ela se justifica porque este sabiá é conhecido por crianças e adultos, é comum nas zonas rurais povoadas e nas cidades, e por isso é sentido como uma ave familiar por grande parte da população, e porque "tem qualidades impares. Não existem dois sabiás que cantem da mesma maneira.... os sons maravilhosos do sabiá desabrocham nos jovens corações veios poéticos, tão puros e belos como se um cego abrisse seus olhos ao ver a luz e as cores das flores na terra.... uma lenda indígena assegura que quando uma criança ouve, durante a madrugada, no início da Primavera, o canto do sabiá, será abençoada com muita paz, amor e felicidade". Em ofício ao presidente Fernando Henrique Cardoso, a comissão de ministros encarregada da escolha justificou-se dizendo que o sabiá-laranjeira tem larga distribuição nacional e porque é, dentre as aves, "a mais inspiradora e, conseqüentemente, a mais aclamada e decantada pelo sentimento popular e cultural". Em pesquisa de opinião realizada pelo jornal Folha do Meio Ambiente 91,7% dos entrevistados manifestou seu apoio à decisão.
Na literatura é frequentemente citado como o pássaro que canta o amor e a primavera, as origens, a terra natal, a infância, as coisas boas da vida, sendo imortalizado por Gonçalves Dias na abertura de seu célebre poema Canção do Exílio:
Minha terra tem palmeiras,
Onde canta o Sabiá;
As aves que aqui gorjeiam,
Não gorjeiam como lá.
Chico Buarque escreveu em 1968 em conjunto com Tom Jobim uma canção onde o sabiá também figura em destaque, embora ali a ave apareça com o gênero feminino, o que, segundo o autor, deriva dos usos dos caçadores. Segue a primeira estrofe:
Vou voltar
Sei que ainda vou voltar
Para o meu lugar
Foi lá e é ainda lá
Que eu hei de ouvir cantar
Uma sabiá
Cantar uma sabiá.
Outros autores famosos também deram ao sabiá-laranjeira notoriedade artística, como Carlos Drummond de Andrade, Jorge Amado. Luiz Gonzaga, Milton Nascimento e Patativa do Assaré. Como sua cantoria é muito apreciada, tornou-se uma ave de estimação e pode ser criado em cativeiro com sucesso. Precisa de gaiolas grandes e não tolera bem mudanças em suas instalações, podendo, se ocorrerem, apresentar distúrbios de comportamento e desenvolver pânico, que podem levar à sua morte. Note-se  que no Brasil constitui crime a manutenção e/ou criação de animais silvestres em cativeiro sem a devida licença do IBAMA.
- Ouça o canto do sabiá-laranjeira: